# Isola di Brice
L'isola di Brice (in russo Остров Брайса, ostrov Brajsa) è un'isola russa che fa parte dell'arcipelago della Terra di Francesco Giuseppe, nell'Oceano Artico. Amministrativamente fa parte dell'oblast' di Arcangelo.
L'isola è stata così chiamata in onore di Arthur Montefiore Brice, ricercatore e membro della Geological Society e segretario della spedizione polare Jackson-Harmsworth (1894-1897). Anche l'isola di Arthur, che fa parte dello stesso arcipelago, è stata dedicata ad A. M. Brice.

## Geografia
L'isola di Brice si trova nella parte centro-meridionale dell'arcipelago, è la più orientale di un gruppo di 4 isole ravvicinate fra di loro; le altre 3, al di là del canale di Sadko, sono: l'isola di Bromwich 4 km a nord-ovest, l'isola di Pritchet e l'isola di Bliss rispettivamente 4 e 3 km ad ovest.
La lunghezza massima dell'isola è di 9 km, il punto più alto raggiunge i 409 metri. Nella parte settentrionale si trova la baia di Gavan' Ujuta (Гавань Уюта)